# Eutomopepla rogenhoferi
Eutomopepla rogenhoferi är en fjärilsart som beskrevs av Charles Oberthür 1883. Eutomopepla rogenhoferi ingår i släktet Eutomopepla och familjen mätare. Inga underarter finns listade i Catalogue of Life.